# Route nationale 115 (France)
Pour les articles homonymes, voir Route nationale 115.
La route nationale 115, ou RN 115, était une route nationale française  reliant Le Boulou au col d'Ares dans le département des Pyrénées-Orientales.
Elle a été prolongée de Prats-de-Mollo-la-Preste au col d'Ares après 1935. De plus, elle possédait une antenne, la RN 115A longue d'environ 8 kilomètres et reliant la station thermale de La Preste avec Prats-de-Mollo.
À la suite de la réforme de 1972, elle a été déclassée en RD 115.

## Description de la route
Longue d'un peu plus de 50 kilomètres, elle parcourt la vallée du Tech entre Le Boulou et Prats-de-Mollo, où elle la quitte pour entreprendre l'ascension des cols de La Seille (1 185 m) puis de La Guille (1 194 m) avant d'atteindre la frontière espagnole au Col d'Ares à 1 513 mètres d'altitude.
Elle se poursuit en Espagne par la route C-38 (route régionale catalane) par Molló, Camprodon et Sant Joan de les Abadesses d'où l'on peut rejoindre Ripoll, Vic, Olot, Barcelone...

## Tracé

### Communes traversées
- Le Boulou (km 0)
- Céret (km 9)
- Amélie-les-Bains-Palalda (km 16)
- Arles-sur-Tech (km 21)
- Le Tech (km 33)
- Prats-de-Mollo-la-Preste (km 39)
- Col d'Ares frontière avec l'Espagne (km 53)

## Aménagements
- La route a été modernisée entre Arles-sur-Tech et Prats-de-Mollo-la-Preste ; les travaux sur ce tronçon se sont achevés en 2005.
- Un projet est en cours pour assurer une nouvelle liaison à 2×2 voies entre Le Boulou (contournement ouest en construction) et Céret ; les travaux doivent commencer en 2009.
- Le contournement de Céret sera construit dans le prolongement de cet axe, mais il n'a fait l'objet d'aucune planification pour le moment.

## Sources
- Conseil général des Pyrénées-Orientales, Les grands projets routiers : routes départementales 115 et 618, (page consultée le 1er mai 2008)[1]